# Masiphya confusa
Masiphya confusa là một loài ruồi trong họ Tachinidae.